# Acacia attenuata
Acacia attenuata é uma espécie de leguminosa do gênero Acacia, pertencente à família Fabaceae.